# Törökszentmiklós
Törökszentmiklós es una ciudad (en húngaro: "város") del centro de Hungría, en el condado de Jász-Nagykun-Szolnok. La capital del condado, Szolnok, se encuentra a unos 20 km de distancia hacia el oeste, al otro lado del Tisza. Törökszentmiklós es la tercera ciudad por población en su condado, tras Szolnok y Jászberény, y por delante de Karcag.

## Ciudades hermanadas
- Ryglice, Polonia[4]